# ハルシュカラプトル
ハルシュカラプトル（学名：Halszkaraptor）は、後期白亜紀のモンゴルに生息していた、デイノニコサウルス類（ドロマエオサウルス類）の小型肉食恐竜。タイプ種ハルシュカラプトル・エスクイリエイのみが知られている。水棲と陸棲の両方に適応していたとされるが、この説は疑問視される場合もある。

## 発見と入手の経緯
ハルシュカラプトルのホロタイプ標本は盗掘されたものであった。産地はモンゴルの上部白亜系ジャドフタ層と推測される。モンゴルでは化石の盗掘・密輸が禁止されているものの根強く続いており、ハルシュカラプトルの化石は中国を介してヨーロッパの市場へ送られた。反密輸主義の立場を取る化石ディーラーのフランソワ・エスキュイリエは、密輸化石をモンゴルに返還していたところ本属の化石が出品されていることを知り、ベルギー王立自然史博物館の古生物学者に連絡を取った。その後ボローニャ大学のアンドレア・コーらが化石の存在を知り、研究に着手した。
ハルシュカラプトルは2017年に新属新種として記載・命名された。属名は近縁な獣脚類恐竜の発見者であるポーランドの古生物学者ハルシュカ・オスモルスカ、種小名はエスキュイリエへの献名である。

## 形態と生態
全長約1メートル。頭部や頸部は現生鳥類のガチョウやハクチョウに類似する一方、前肢はペンギンのようにヒレ状であり、胴体部の骨格にはヴェロキラプトルのような非鳥類型小型獣脚類の特徴が見られる。当時の研究者らはこの特徴に驚き、かつてのアーケオラプトルのような捏造化石である可能性も考えた。
ハルシュカラプトルはその形態から水棲適応していたと考えられている。口内の小型の歯は小魚の捕獲に適しており、柔軟性のある脊柱やヒレ状の前肢は遊泳に役立ったことが示唆されている。さらに吻部には現在のワニや水鳥にも確認されているような血管や神経が通ると思われる空洞があり、視界の悪い水中で触覚を鋭敏にして獲物の探索に役立てていたと推測されている。頸部は長く伸びてかつ柔軟であり、現生のサギのように獲物への不意打ちに有効であったとされる。股関節の形状も水を蹴ることに適していた一方、後肢は十分に自重を支えることが可能で、完全に生活拠点を水中に移したのではなく陸上にも適応していたことが示されている。水中用の前肢と陸上用の後肢という2タイプの運動器官を有する非鳥類型恐竜としては本種が初であった。
スピノサウルスを初めとして、コリアケラトプスやリャオニンゴサウルスなど水生か、もしくは水中である程度の活動が可能とされる恐竜は他にも知られている。

### 水生適応説への反論
一方で、ハルシュカラプトルの水生適応を疑問視する研究も存在する。Chaseによる2019年の研究では、ハルシュカラプトルが少なくとも部分的に魚食性であったという可能性を踏まえて、解剖学的特徴は水生適応の結果ではなく、マニラプトル類、特にドロマエオサウルス類においてある程度一般的な特徴を示しているとされる。ジャドフタ層の古環境は非常に乾燥していたと推測されており、このような環境も半水生の恐竜には向いていないとされた。なおこの論文は2020年にアンドレア・コーにより否定され、解剖学的特徴はスピノサウルス科においても収束的に獲得された、半水生に適したものであると主張された。
2022年に発表された、スピノサウルスを始めとした恐竜の骨密度と水生適応に関する研究では、スピノサウルスが潜水して狩りを行うことができたという結果が出たのに対し、ハルシュカラプトル亜科の恐竜は水生活動に適していないという結果が出された。